# Caterham CT-03
O CT-03, é o modelo de monoposto de corrida da equipe Caterham F1 Team para a temporada 2013 de Fórmula 1. Foi apresentado no dia 5 de fevereiro, durante os primeiros testes de pré-temporada no circuito espanhol de Jerez de la Frontera.
Segundo Mark Smith, diretor técnico da equipe, o modelo é uma evolução de seu antecessor e o primeiro carro da equipe a ser produzido no centro técnico de Leafield.